# Мамедов, Айдын Мирсалех оглы
Айдын Мирсалех оглы Мамедов (азерб. Aydın Mirsaleh oğlu Məmmədov; 16 января 1944, Киш, Нухинский район — 19 апреля 1991, Гахский район) — азербайджанский филолог, тюрколог, общественный и политический деятель. 

## Биография
Родился в селе Киш Шекинского района. Окончил Бакинский государственный университет, факультет филологии. Кандидат филологических наук (1980). 
Являлся начальником отдела Института языкознания имени Насими.
Директор центра художественного перевода и литературных связей Азербайджана.
С 1981 года — Член Союза писателей Азербайджана. Член секретариата Союза писателей Азербайджана.
Лингвист. Литературный критик. Литературовед. Тюрколог. В научных публикациях исследовал тюркскую идентичность Азербайджана.
Являлся заместителем главного редактора журнала «Советская тюркология». 
Общественный деятель, политик (с февраля 1988). 
Депутат Верховного Совета Азербайджанской ССР 12-го созыва от 37 избирательного округа (Джидыр).
Председатель Комиссии Верховного Совета Азербайджана по межнациональным отношениям.
Заместитель председателя комитета народной помощи Карабаху.

## Гибель
19 апреля 1991 года вместе с Дилярой Алиевой погиб в автокатастрофе, в которую попала машина учёных на территории Гахского района. Похоронен в родном селе Киш.